# Bitwa pod Chołojowem

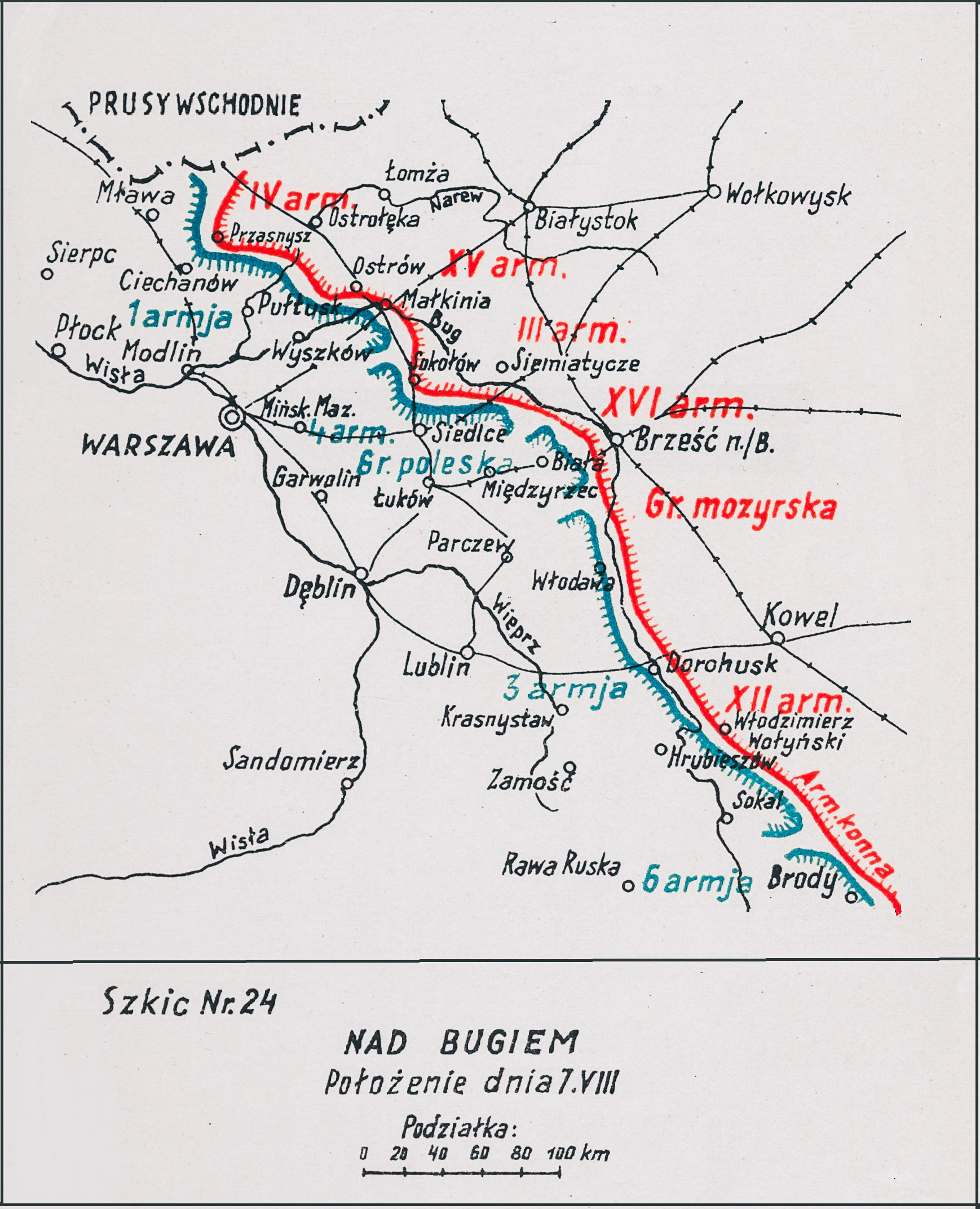
Adam Przybylski,
Wojna polska 1918–1921

Bitwa pod Chołojowem – walki polskiej 1 Dywizji Jazdy płk. Juliusza Rómmla z sowiecką 45 Dywizją Strzelców Iony Jakira i 14 Dywizją Kawalerii Aleksandra Parchomienki toczone w okresie ofensywy Frontu Południowo-Zachodniego w czasie wojny polsko-bolszewickiej.

## Geneza
W końcu lipca Naczelne Dowództwo Wojska Polskiego planowało uderzenie na prawe skrzydło nacierających wojsk Michaiła Tuchaczewskiego. Do przeprowadzenia operacji zamierzano użyć także jednostek ściągniętych z Frontu Południowo-Wschodniego generała Edwarda Rydza-Śmigłego. Warunkiem sukcesu było wcześniejsze pobicie 1 Armii Konnej Siemiona Budionnego w obszarze Brodów i Beresteczka.
Po pięciu dniach bitwy, szala zwycięstwa zaczęła przechylać się na stronę polską. Jednak sytuacja na Froncie Północnym, a szczególnie upadek Brześcia, zmusiła Naczelne Dowództwo Wojska Polskiego do przerwania bitwy.
W tym czasie dowódca sowieckiego Frontu Południowo-Zachodniego Aleksander Jegorow nakazał 1 Armii Konnej Budionnego zdobyć Lwów. Jej dywizje wdarły się w słabo obsadzoną lukę między polskimi 2 i 6 Armią, a 7 sierpnia pod Szczurowicami sforsowały Styr. 6 i 14 Dywizja Kawalerii z 45 Dywizją Strzelców miały działać zaczepnie w kierunku na Radziechów–Chołojów–Dobrotwór–Kamionkę Strumiłową, zaś 4 i 11 Dywizja Kawalerii na Busk. Północne skrzydło 1 Armii Konnej osłaniała walcząca pod Łuckiem 24 Dywizja Strzelców, a południowe 45 Dywizja Strzelców.
Działania opóźniające na tym kierunku prowadziła Grupa Operacyjna Jazdy generała Jana Sawickiego. 3 Armia gen. Zygmunta Zielińskiego pozostawała jeszcze nad Styrem do 5 sierpnia, a następnie rozpoczęła odwrót.
8 sierpnia 1 Dywizja Jazdy płk. Juliusza Rómmla starła się pod Antoninem z oddziałami sowieckiej 1 Armii Konnej Siemiona Budionnego, a w dniach 11-13 sierpnia walczyła o Radziechów.

## Walki pod Chołojowem
Po utracie Radziechowa dowódca zreorganizowanej 1 Dywizji Jazdy płk Juliusz Rómmel zamierzał zatrzymać sowieckie dywizje pod Chołojowem i tym samym dać piechocie czas na zorganizowanie obrony nad Bugiem. Chodziło o osłonę północnego skrzydła oddziałów piechoty tzw. „Grupy Toporowskiej” pod dowództwem gen. Pawła Szymańskiego, w celu „umożliwienia jej wycofania się za Bug i obsadzenia rzeki na południe od Kamionki Strumiłowej. Kierunek opóźniania: Radziechów-Chołojów-Kamionka Strumiłowa”.
Pod Chołojowem 1 DJ przyjęła następujące ugrupowanie: na prawym skrzydle 1 Brygada Jazdy w składzie 5. i 11 pułk ułanów, w centrum i na lewym skrzydle 6 Brygada Jazdy w składzie 1., 12. i 14 pułk ułanów oraz 2 pułk szwoleżerów z 7 Brygady Jazdy. W odwodzie pozostała 7 Brygada Jazdy w składzie 8. i 9 pułk ułanów. Wsparcie ogniowe zapewniały dwie baterie 4 dywizjonu artylerii konnej rozmieszczone na północny zachód od Chołojowa.
O świcie 14 sierpnia na Chołojów uderzyły oddziały 45 Dywizji Strzelców i 14 Dywizji Kawalerii. Liczący około dwustu ułanów 5 pułk ułanów nie wytrzymał uderzenia i cofnął się. Uderzenie odwodowego 9 pułku ułanów odrzuciło jednak włamujących się czerwonoarmistów. Po tym niepowodzeniu sowiecka 14 Dywizja Kawalerii przegrupowała siły i uderzyła na polskie prawe skrzydło. Około 11.00 Kozacy, wspierani przez trzy samochody pancerne i dwie baterie artylerii, zaatakowali stanowiska 1 Brygady Jazdy. Z samochodami pancernymi przyjęły walkę baterie 4 dak, zaś szarże jazdy załamywały się w ogniu broni maszynowej i strzeleckiej spieszonych ułanów.
W tym samym czasie przeciwnik uderzył również na pozycje 1. i 14 pułku ułanów oraz 2 pułku szwoleżerów. Twarda obrona, a także wyprowadzony siłami 8 pułku ułanów kontratak, pozwoliły Polakom utrzymać pozycje. Około 16.00 przeciwnik skoncentrował wszystkie siły w rejonie Chołojowa i po przygotowaniu artyleryjskim ruszył do natarcia na całym froncie. Uderzenie 14 Dywizji Kawalerii odrzuciło szwadrony 11 pułku ułanów. Te, wycofując się w nieładzie, pociągnęły za sobą 5 i 12 pułk ułanów. Ścigając wycofujących się ułanów, Kozacy zagrozili tyłom dywizji. Pułkownik Rómmel na zagrożony kierunek wprowadził spieszony szwadron 9 pułku ułanów, z dużą liczbą karabinów maszynowych. Kozaków odparto z miejsca, a na zmieszane ławy kozackie uderzyły pozostałe szwadrony 9 pułku ułanów i zmusiły je do odwrotu.
Oddziały 1 Dywizji Jazdy wycofywały się nadal, a osłonę prawego skrzydła zapewniał 9 pułk ułanów. Podobną rolę na lewym skrzydle pełnił 14 pułk ułanów, który pod Niestanicami wykonał brawurową szarżą i wziął do niewoli kilkudziesięciu jeńców. Wieczorem 1 Dywizja Jazdy oderwała się od nieprzyjaciela i obsadziła Bug na odcinku Rudnia Sielecka – Dobrotwór.

## Bilans walk
Pod Chołojowem 1 Dywizja Jazdy wykonała postawione jej zadanie, ale straciła 216 poległych i rannych. Poległ między innymi dowódca 1 pułku ułanów rotmistrz Kazimierz Zakrzewski.
Komunikat prasowy Sztabu Generalnego z 14 sierpnia 1920 donosił:

Grupa naszej jazdy, zasilona oddziałami piechoty zmaga się w rejonie Radziechowa i Chołojowa z przeważającemi siłami armji konnej Budionnego. Dowództwo frontu zarządziło w celu skrócenia linji odpornej cofnięcie się nad Bug,  przyczem musiano opuścić znów Brody.